# بيت عياش (يهر)

تعديل مصدري - تعديل

بيت عياش هي إحدى قرى عزلة يهر بمديرية يهر التابعة لمحافظة لحج، بلغ تعداد سكانها 36 نسمة حسب تعداد اليمن لعام 2004.